# Bacolet Island
Bacolet Island (auch: Hope Island) ist eine zu Grenada gehörende unbewohnte Insel der Kleinen Antillen in der Karibik vor der Südostküste von Grenada.

## Geographie
Die Insel liegt am Eingang der Great Bacolet Bay in einer Linie mit Menere Point (S) und Great Bacolet Point (N).